# Dragostea din tei
"Dragostea din tei" er den hidtil mest populære sang fremført af det moldoviske band O-Zone. Nummeret blev indspillet i 2003 og udgivet i foråret 2004 på albummet DiscOZone. Det blev meget populært rundt om i Europa, deriblandt Danmark.[kilde mangler] Teksten er på rumænsk, som er det officielle sprog i Moldova. Den er skrevet af den ene af O-Zones tre sangere, Dan Bălan. Direkte oversat betyder titlen "Kærlighed til lindetræet".